# 二塚山古墳 (瀬戸内市)

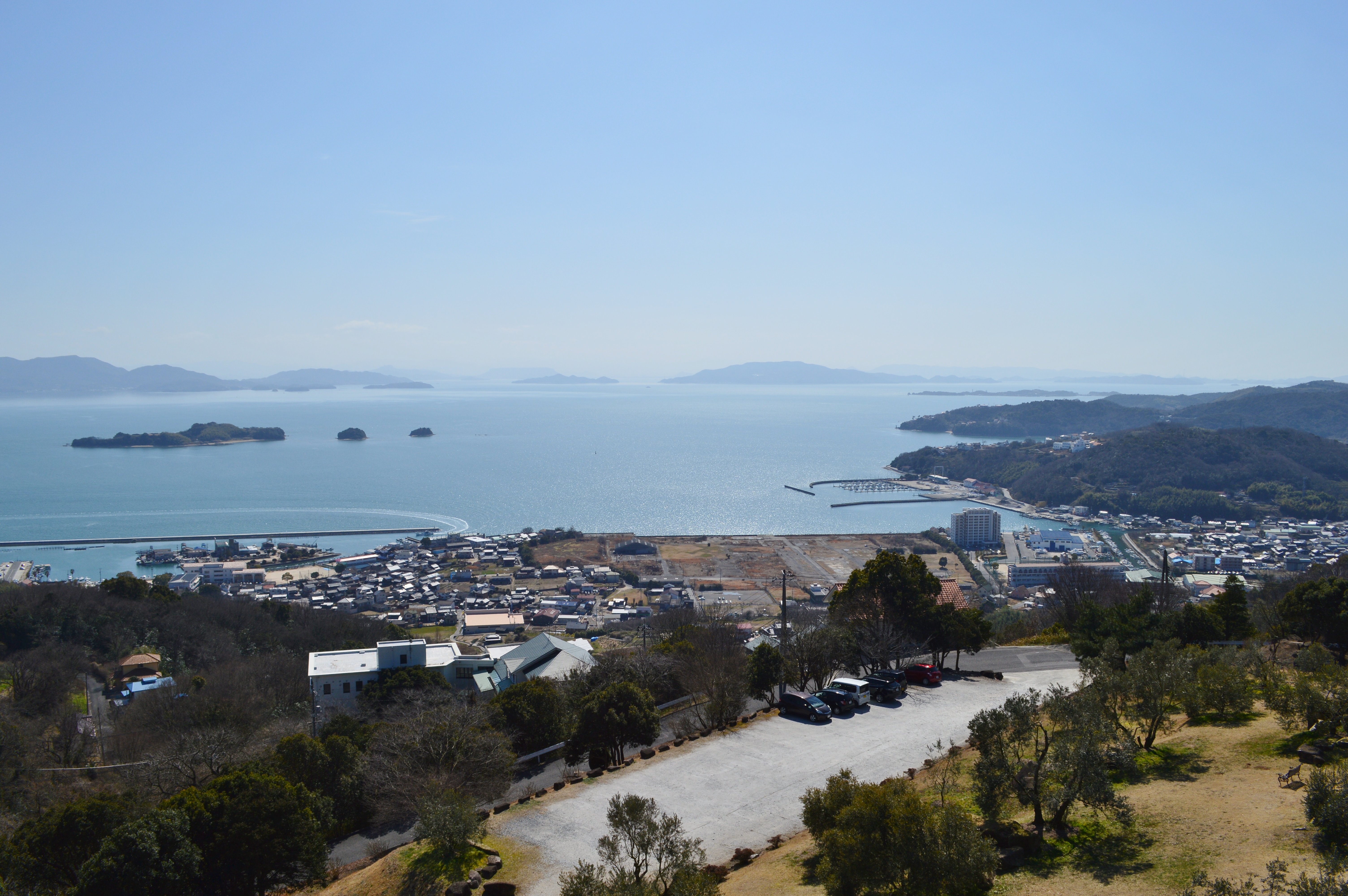
古墳の所在する丘陵（右奥）牛窓オリーブ園から望む。左上の黒島に黒島1号墳、中央右の2丘陵に鹿歩山古墳・二塚山古墳が所在し、中央の丘陵跡に波歌山古墳が所在した。

二塚山古墳（ふたつかやまこふん/ふたづかやまこふん）は、岡山県瀬戸内市牛窓町鹿忍（かしの）にある古墳。形状は前方後円墳。岡山県指定史跡に指定されている。

## 概要
| 湾内位置 | 古墳名         | 墳丘長 | 築造時期    | 史跡指定         |
| -------- | -------------- | ------ | ----------- | ---------------- |
| 北東     | 牛窓天神山古墳 | 85m    | 4c中葉-後半 | 瀬戸内市指定史跡 |
| 南       | 黒島1号墳      | 81m    | 5c前半-中葉 | なし             |
| 北西     | 鹿歩山古墳     | 84m    | 5c後半      | 岡山県指定史跡   |
| 北       | 波歌山古墳     | 60m    | 6c前半      | （消滅）         |
| 南西     | 二塚山古墳     | 55m    | 6c後半      | 岡山県指定史跡   |

岡山県南東部、牛窓湾の西端において入り口を扼する丘陵上に築造された古墳である。牛窓湾では、本古墳のほか鹿歩山古墳・波歌山古墳（消滅）・牛窓天神山古墳・黒島1号墳の前方後円墳5基が湾を取り囲むように築造されたことが知られ、本古墳はそのうち最西端に位置する。発掘調査は実施されていない。
墳形は前方後円形で、前方部を南東方向（海側）に向ける。墳丘に段築は認められない。墳丘外表では円筒埴輪・形象埴輪（盾形埴輪）が認められるが、葺石は認められない。埋葬施設は、後円部における片袖式横穴式石室である。石室全長は12メートル以上、玄室は長さ7メートル・幅2メートル・高さ1.7メートルを測る。出土遺物としては、埴輪のほかに水晶製三輪玉・須恵器がある。
築造時期は、古墳時代後期の6世紀後半頃と推定される。被葬者は明らかでないが、『日本書紀』に敏達天皇12年（583年）に百済の日羅を迎えに行ったとみえる吉備海部直羽島に比定する説がある。牛窓の前方後円墳5基のうちでは最後の築造に位置づけられ、他の前方後円墳4基とともに当時の牛窓湾の港湾としての政治的重要性を示す古墳になる。
古墳域は1956年（昭和34年）に岡山県指定史跡に指定されている。

## 墳丘

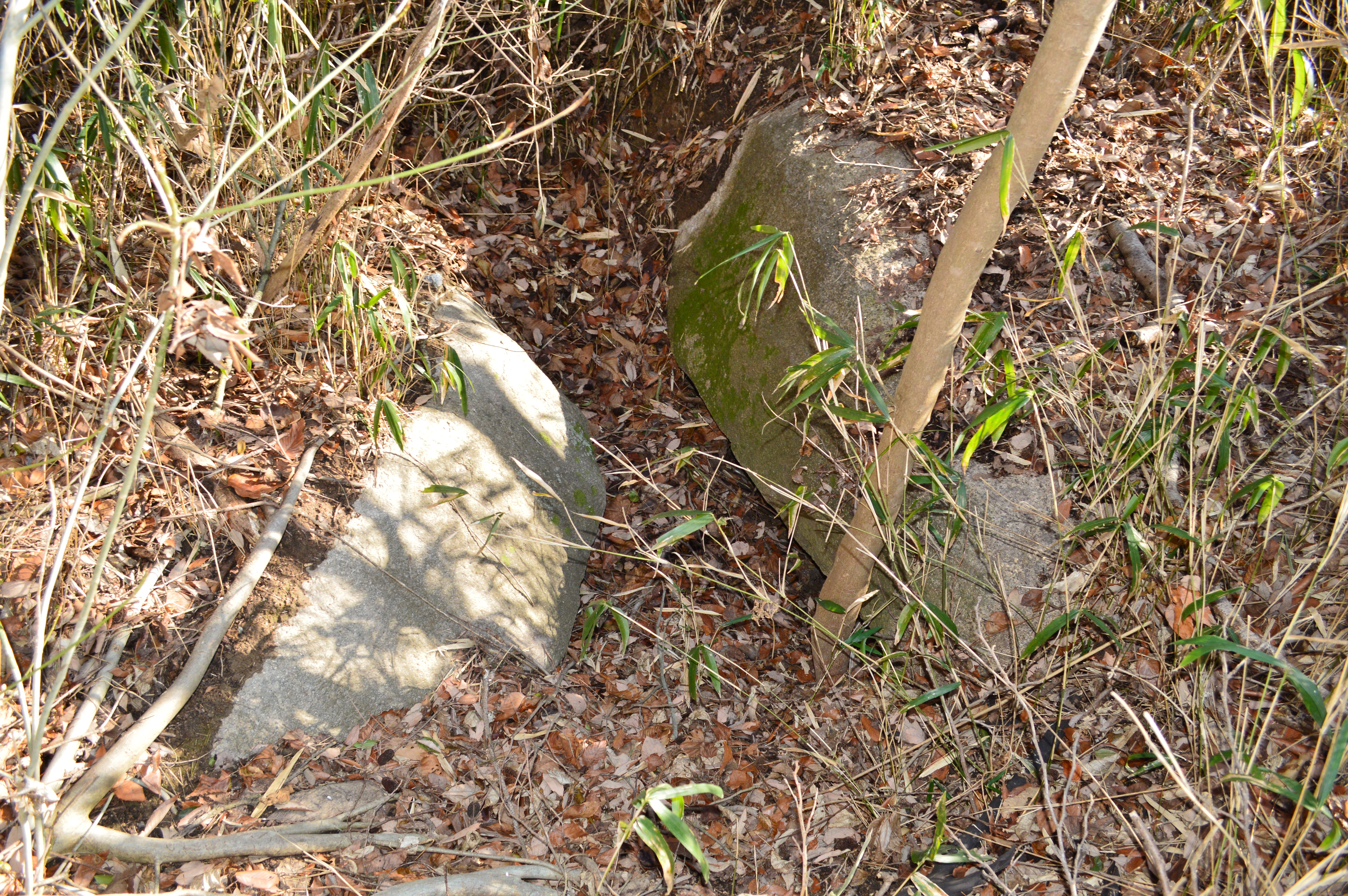
後円部墳頂の石室石材
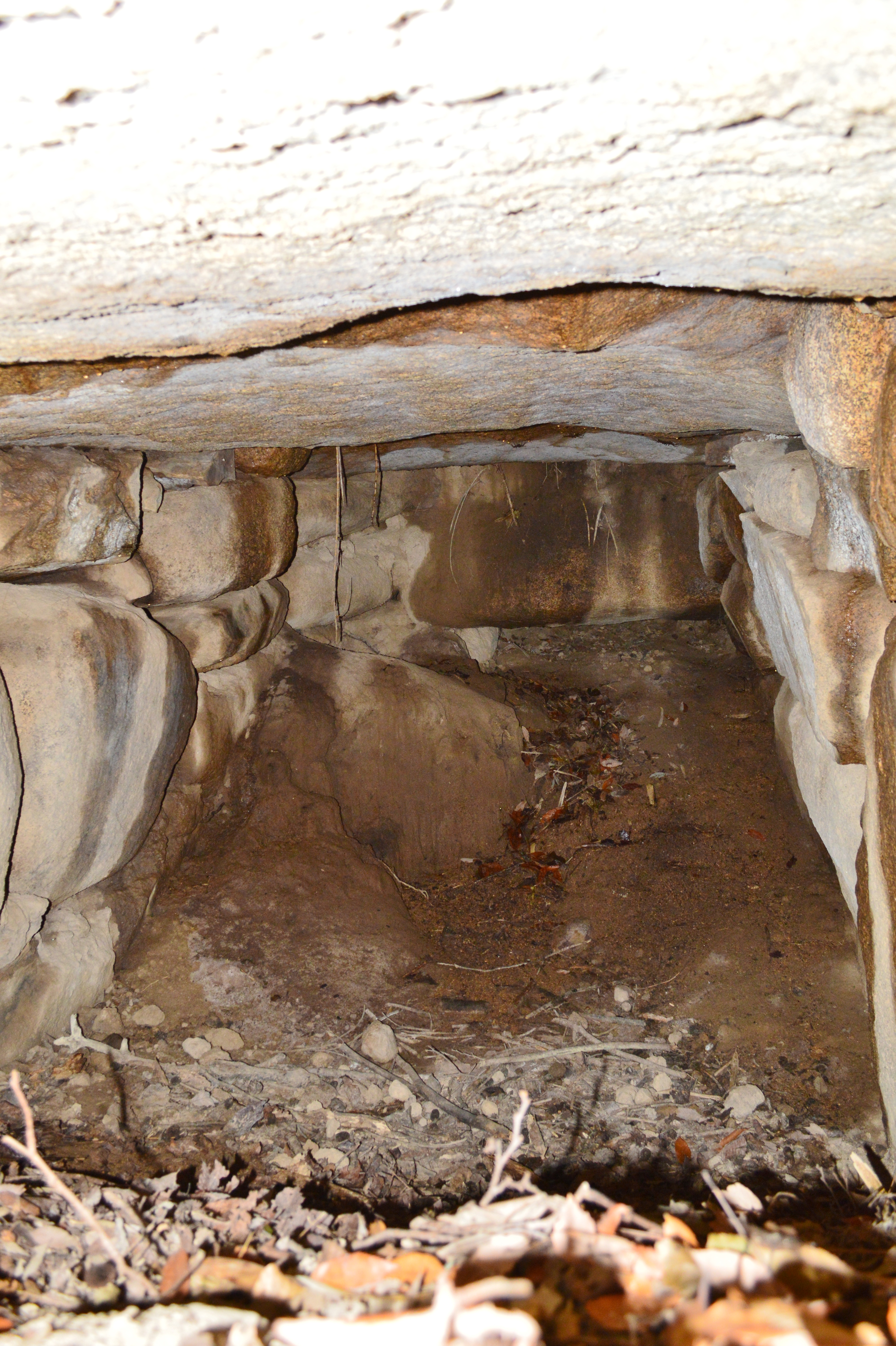
石室内部
埴輪 寒風陶芸会館展示。

墳丘の規模は次の通り。
- 墳丘長：約55メートル
- 後円部 - 1段築成。
  - 直径：約30-35メートル
  - 高さ：約5メートル
- くびれ部
  - 幅：約23メートル
- 前方部 - 1段築成。
  - 長さ：約25メートル
  - 幅：約30メートル
  - 高さ：約5メートル

- 後円部墳頂の石室石材
- 石室内部
- 埴輪
寒風陶芸会館展示。

## 文化財

### 岡山県指定文化財
- 史跡
  - 二塚山古墳 - 1956年（昭和34年）3月27日指定[3][8]。

## 関連施設
- 寒風陶芸会館（瀬戸内市牛窓町長浜） - 二塚山古墳の出土埴輪を展示。

## 関連文献
（記事執筆に使用していない関連文献）
- 「二塚山古墳」『岡山県史』 18 考古資料、岡山県、1986年。